# Lista över äppelsorter
Detta är en lista över äppelsorter. Det finns cirka 7 500 registrerade äppelsorter. Följande lista nämner främst äppelsorter som är mer eller mindre vanliga i Sverige. Se även Kategori:Äppelsorter.

## A

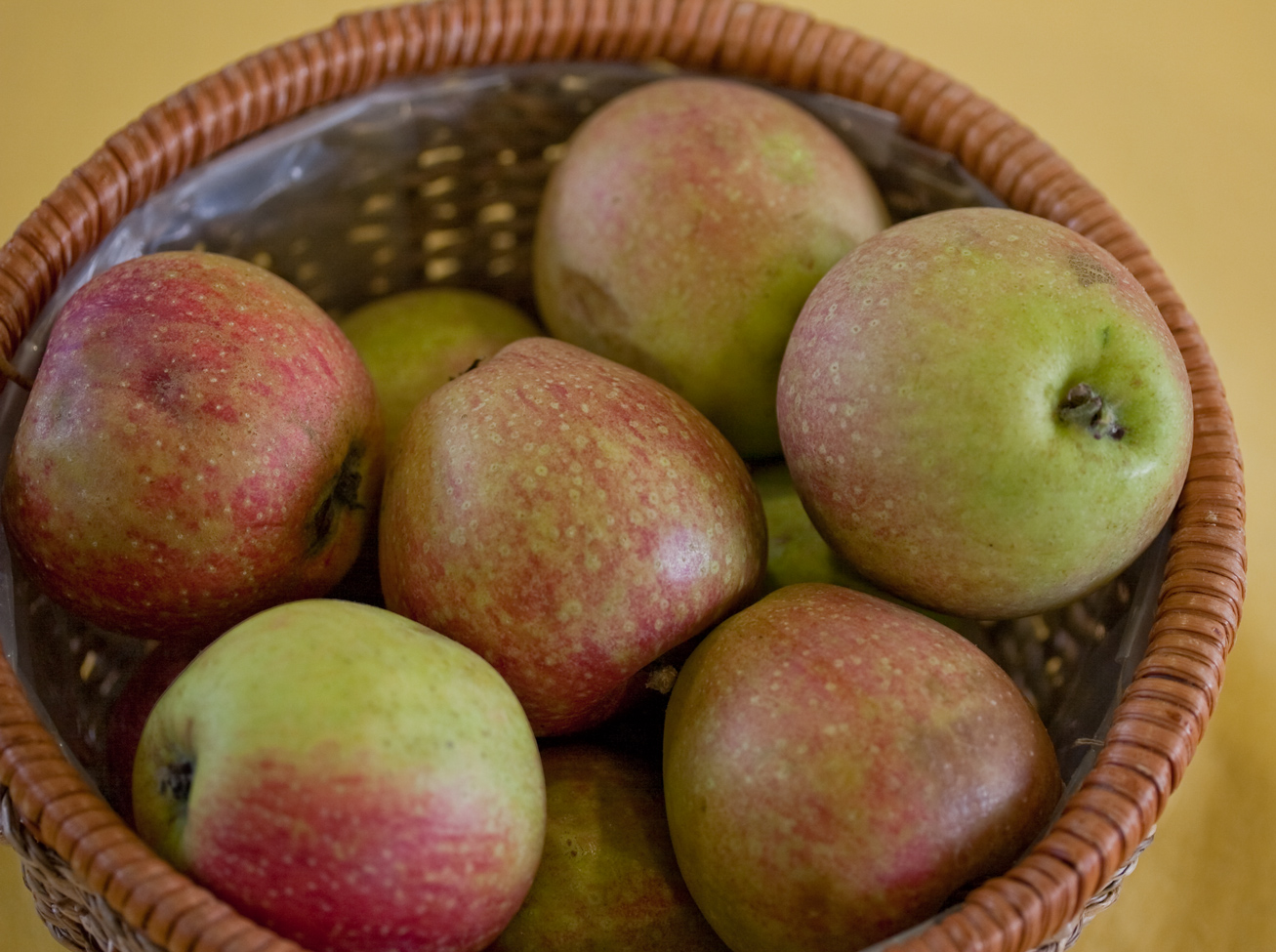
'Adamsparmän'

- Adamsparmän
- Agnes
- Alantäpple se Prinsessäpple
- Aldenham Purpuräpple
- Alexander
- Alfa 68
- Alice
- Allington
- Alnarps favorit
- Amorosa
- Ananaskanel
- Ananasrenett
- Anisovka
- Annero
- Antonovka
- Arnmans gula höstkalvill
- Aroma
- Arreskov
- Arvidsäpple
- Aspa
- Astrakan

## B
- Baggetorp
- Barhatnoe
- Barlovskoje
- Baumans Reinette
- Beauty of Bath
- Belle de Boskoop
- Bergius
- Bergviksäpple

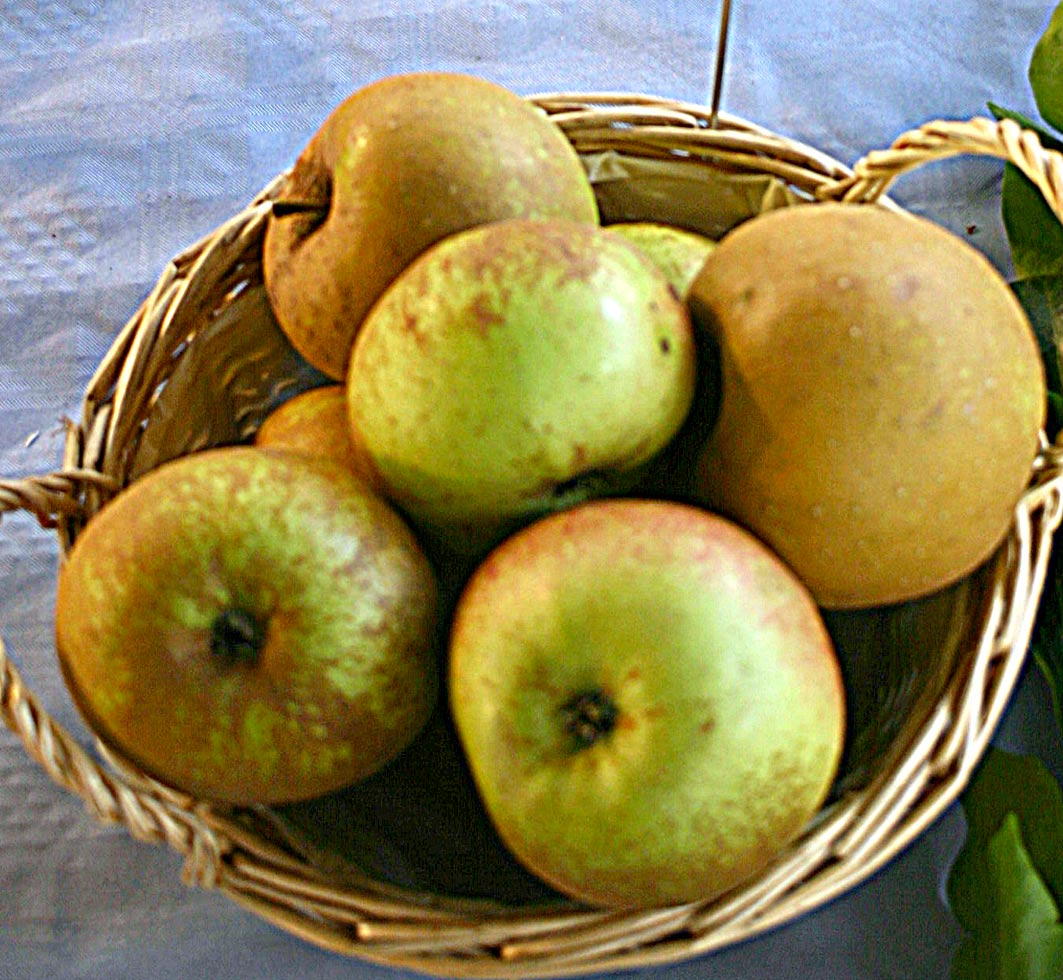
'Belle de Boskoop'

- Berlepsch se Friherre von Berlepsch
- Berner Rosenäpple
- Billingeäpple
- Birgit Bonnier
- Bismarck
- Blenheim
- Bobergsäpple
- Bodil Neergaard
- Boiken
- Bolero
- Borgherre
- Borsdorfer
- Bramley
- Braeburn
- Brunnsäpple

## C

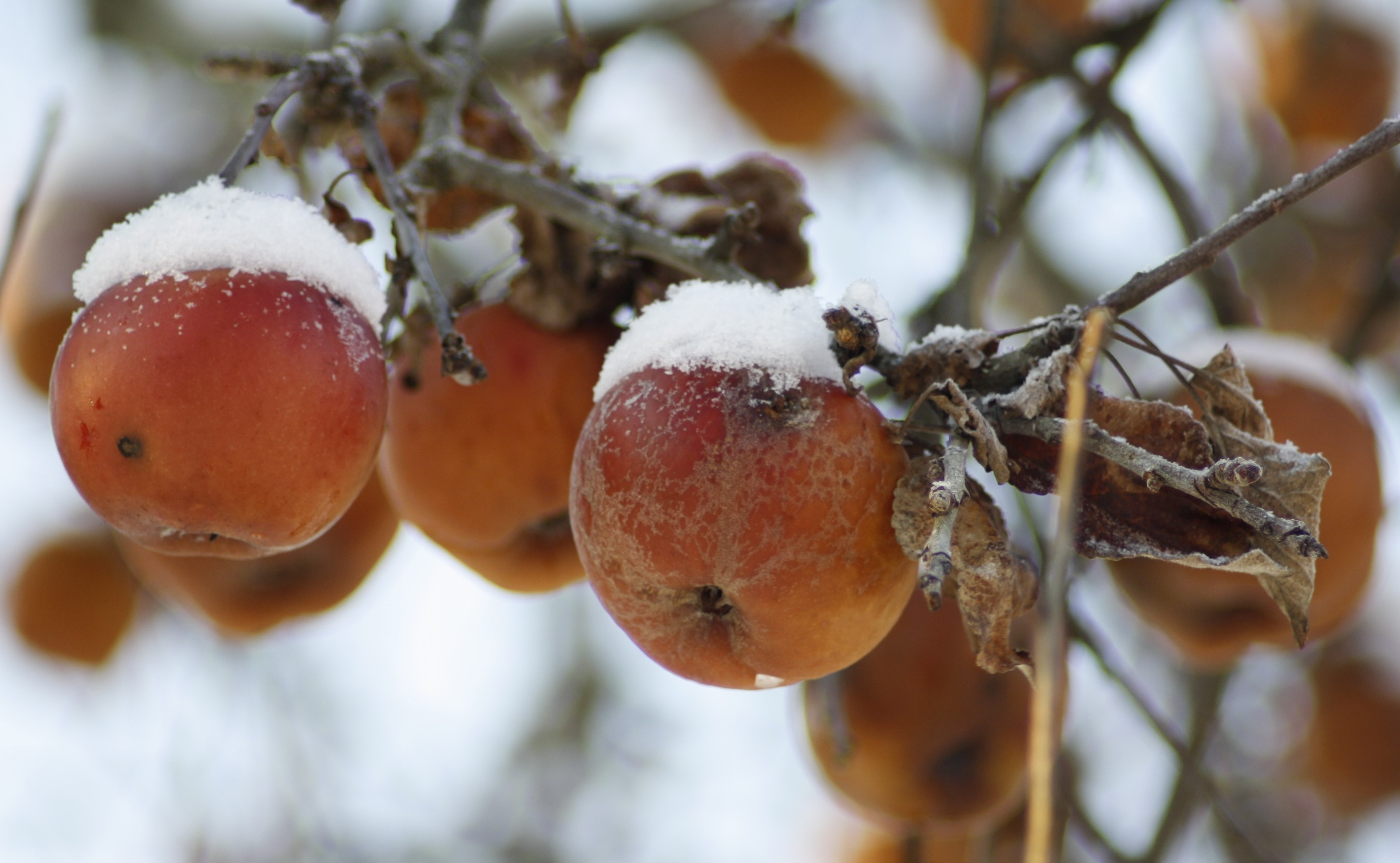
Frostskadad 'Cox Pomona'

- Cellini
- Charlamovsky
- Charles Ross
- Cleopatra, även kallad Cleo[1]
- Close
- Cludius höstäpple
- Citronäpple
- Cornish Gilliflower
- Cortland
- Court Pendu Plat
- Cox Orange
- Cox Pomona
- Cripps Pink

## D

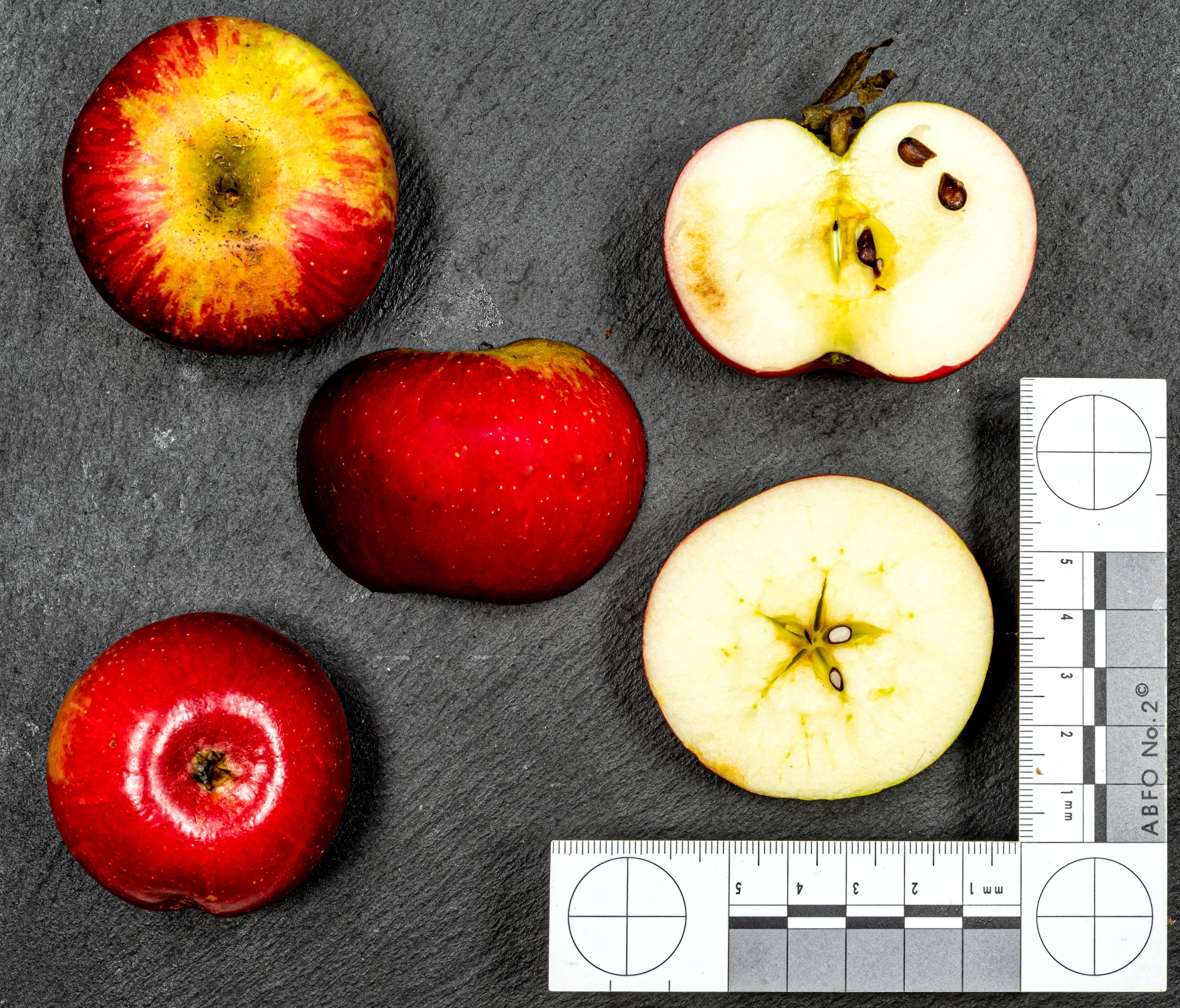
Discovery

- DiscoveryDabinett
- Danzigäpple
- Delcorf (Delbarestivale)
- Devonshire Quarrenden
- Discovery
- Domö favorit
- Dottevik Inga
- Drakenberg
- Dronning Louise
- Druväpple
- Duvboäpple

## E
- Early Red Bird
- Ecklinville
- Egremont Russet
- Eldrött Duväpple
- Elise
- Ellison's Orange
- Elstar
- Eva-Lotta

## F

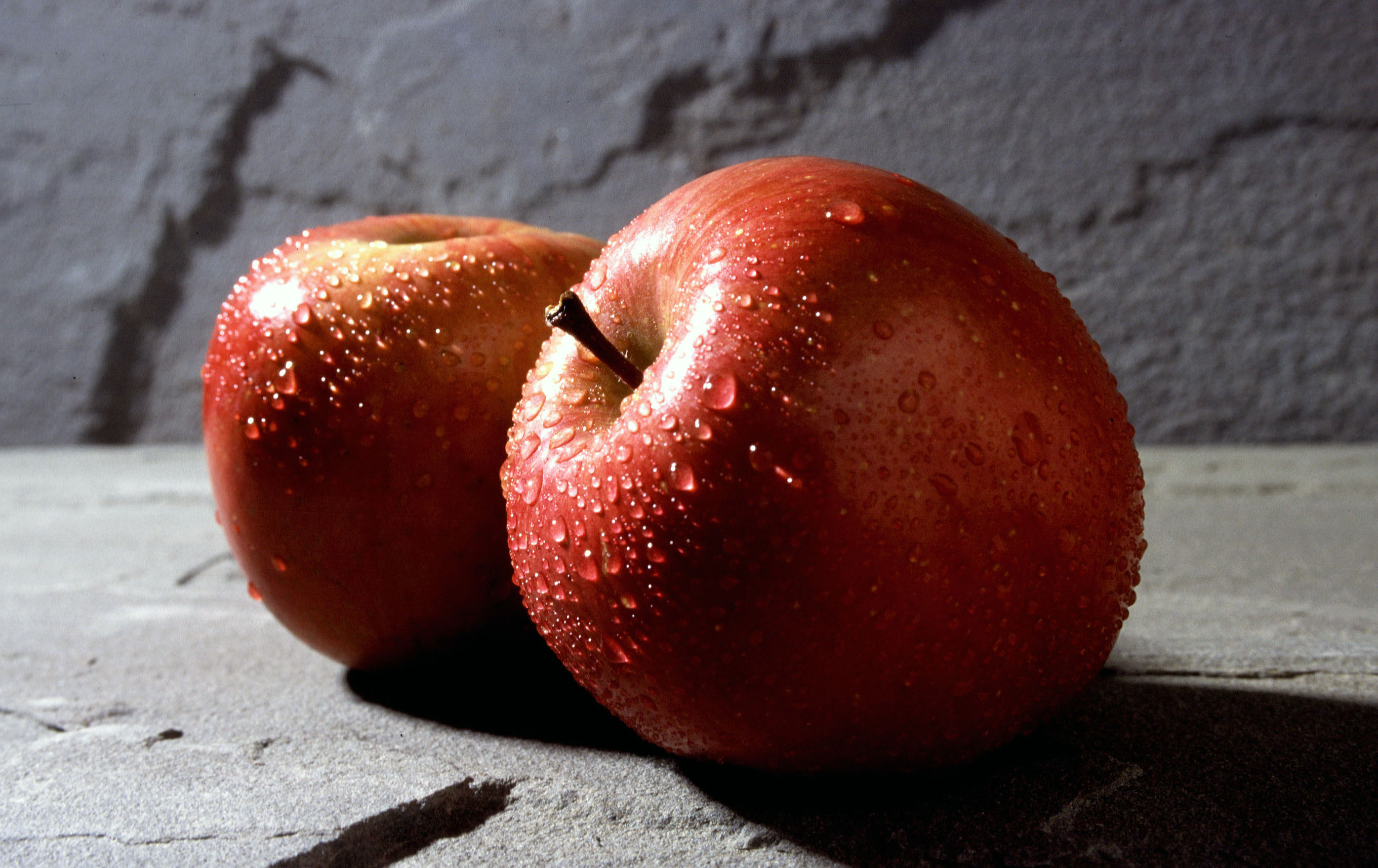
Äpplen av sorten 'Fuji'

- Fagerö

- Farmors juläpple
- Fiholms ribston
- Fiholms äpple
- Filippa
- Flädie
- Fraas kalvill
- Fredrik
- Fredrikdalsäpple
- Frida
- Friedrich von Baden
- Friherre von Berlepsch
- Frösvidal
- Frösåker
- Fuji
- Fullerö
- Fågelsta
- Fårnos

## G

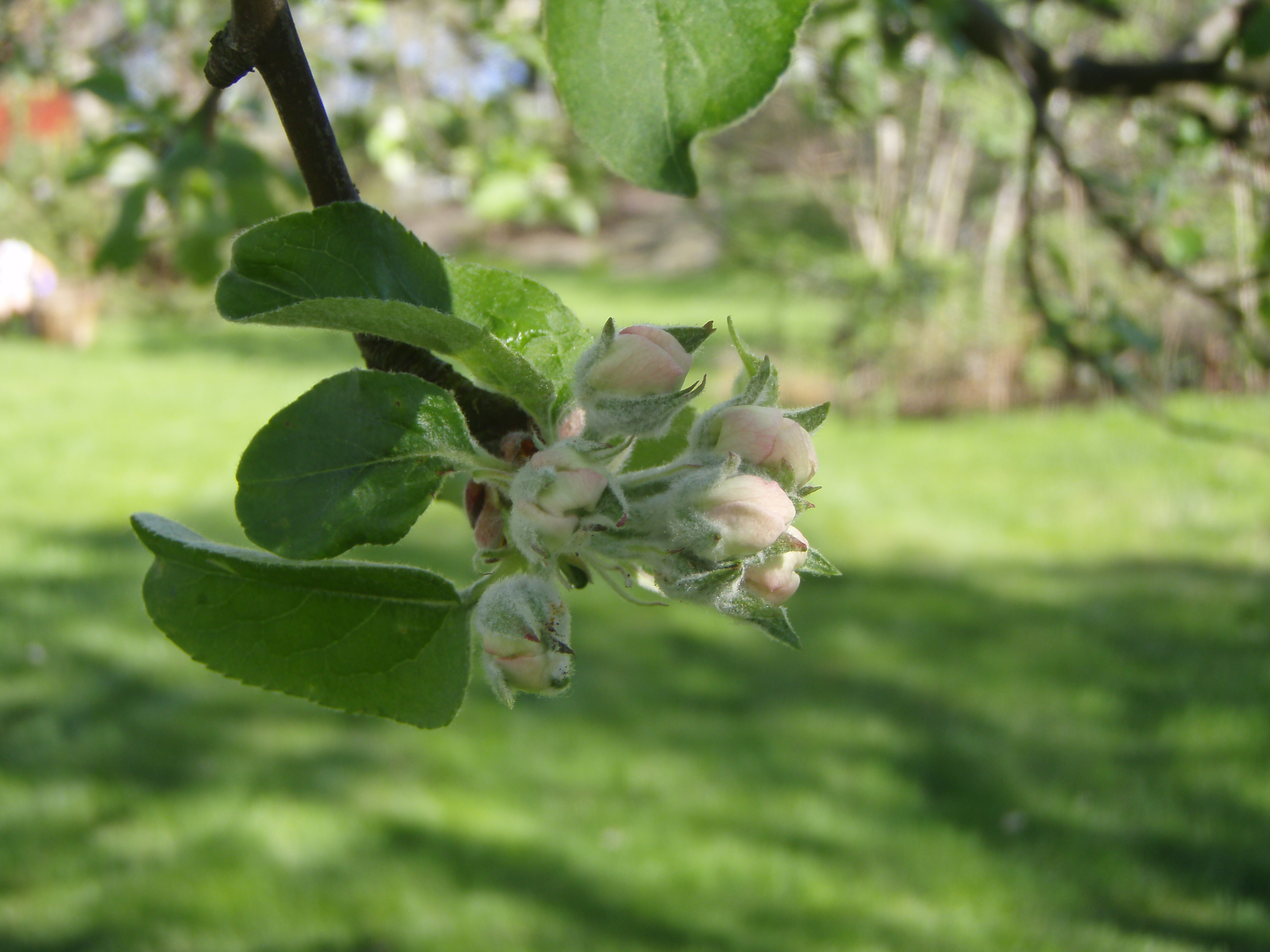
Äppelblommor av sorten Granny Smith i ett tidigt stadium.

- Galloway
- Gascoyne Scarlet
- Glanz-Reinette
- Gloster
- Goder
- Golden Delicious
- Golden Noble
- Granatäpple
- Grand Alexander
- Grand Richard
- Granny Smith
- Gravensteiner
- Greensleeves
- Grönsö
- Gubbäpple
- Guldborg
- Guldparmän
- Gul Bellefleur
- Gul kanel
- Gul Richard
- Gunilla Bohuslän
- Gyllenkroks astrakan
- Grågylling
- Göteborgs Flickäpple

## H

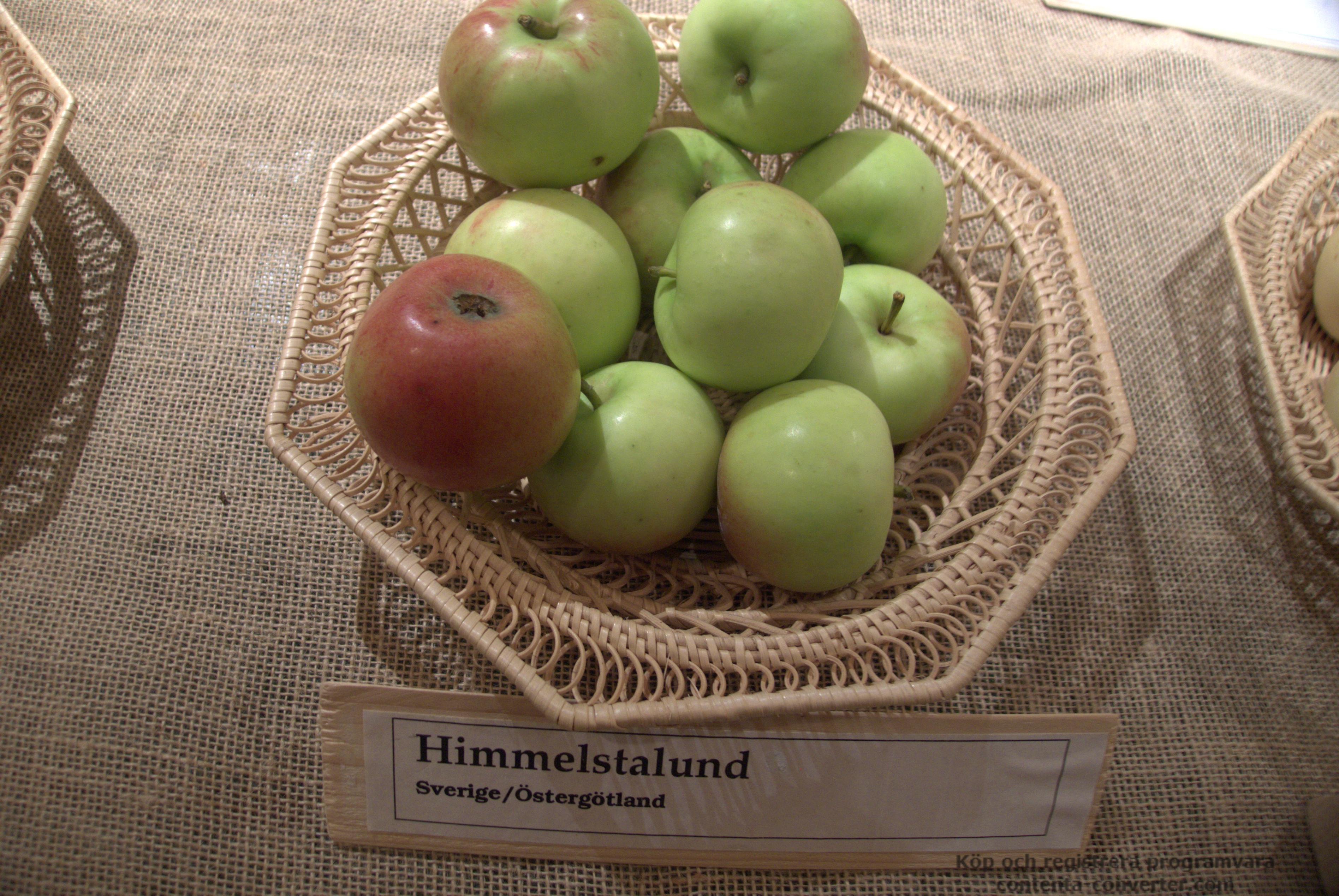
'Himmelstalund'

- Hampus
- Harberts Renett
- Hawthornden
- Hedemoraäpple
- Hedenlunda
- Herefordshire Pearmain
- Himmelstalund
- Holländare
- Holsteiner
- Honey Crunch
- Hornsbergsäpple
- Husmoder
- Huvitus
- Hörningsholm

## I
- Idared
- Iglabo stött
- Ingrid Marie
- Ivö

## J

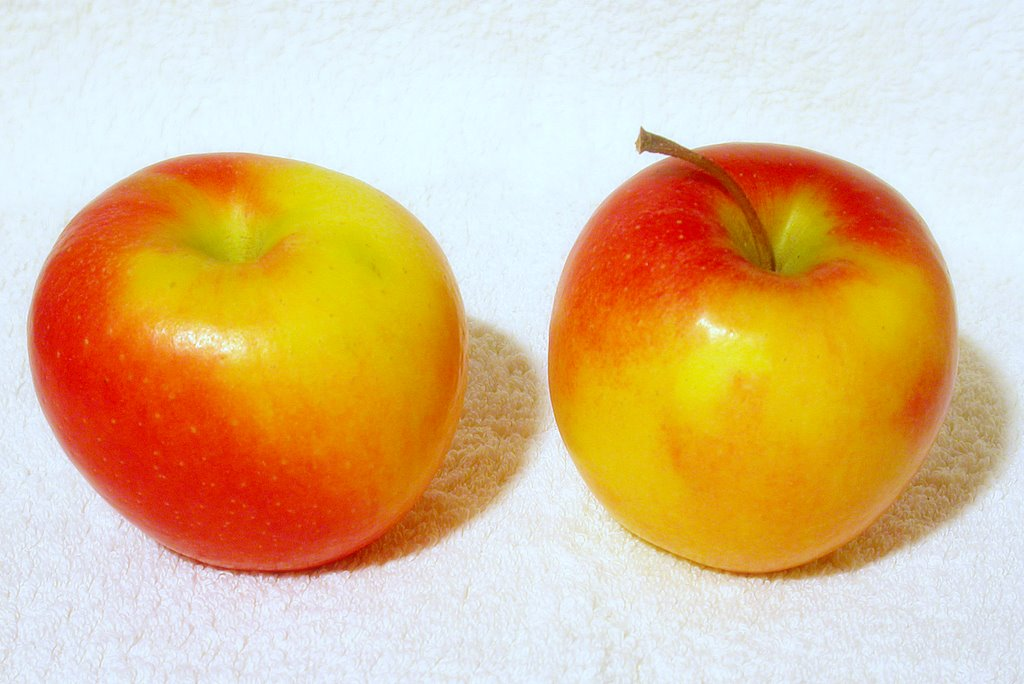
'Jazz'

- Jamba
- James Grieve
- Jazz
- Johannes röd höst
- Jona Gold
- Jonathan
- Josefiner
- Julita gylling
- Julyred

## K
- Kalmar Glasäpple
- Kanadarenett
- Kaniker
- Karmijn
- Katja
- Kavlåsäpple
- Kejsar Wilhelm
- Kesäter
- Kim
- Kings Acre Pippin
- Kinnekulle kantäpple
- Klaräpple
- Klockhammarsäpple
- Korsmyra astrakan
- Kramfors
- Kunglig kortstjälk
- Kållandsö

## L
- Lane's prince Albert
- Langtons makalösa
- Laxton's pearmain
- Laxton's superb
- Lennart[2]
- Linda
- Linnés äpple
- Lobo
- Lord Lambourne
- Lord Suffield
- Lovisa
- Lundbytorp
- Läderrenett

## M

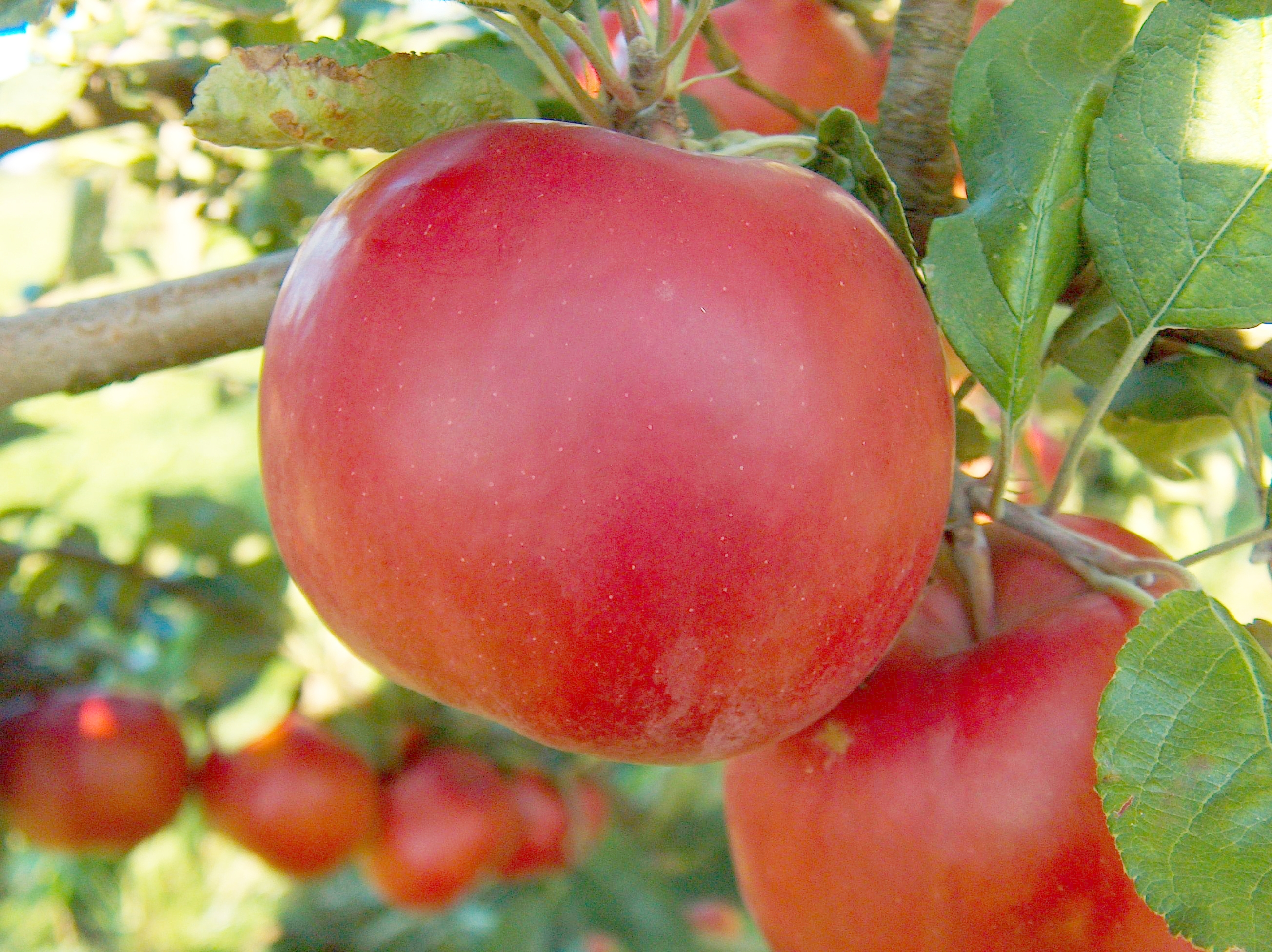
'McIntosh'

- Madam Palm
- Maglemer
- Malmbergs gylling
- Mank's codlin
- Mantet
- Marselisborg sommeræble
- McIntosh
- Mc Intoch Wijcik
- Meclenburgs kungsäpple
- Melba
- Melon
- Melonkalvill
- Menigasker
- Millicent Barnes
- Mio
- Mutsu
- Mälsåker
- Mölnbacka skogsäpple

## O
- Oberländer
- Olivia
- Ontario
- Orange
- Oranie
- Oretorp

## P

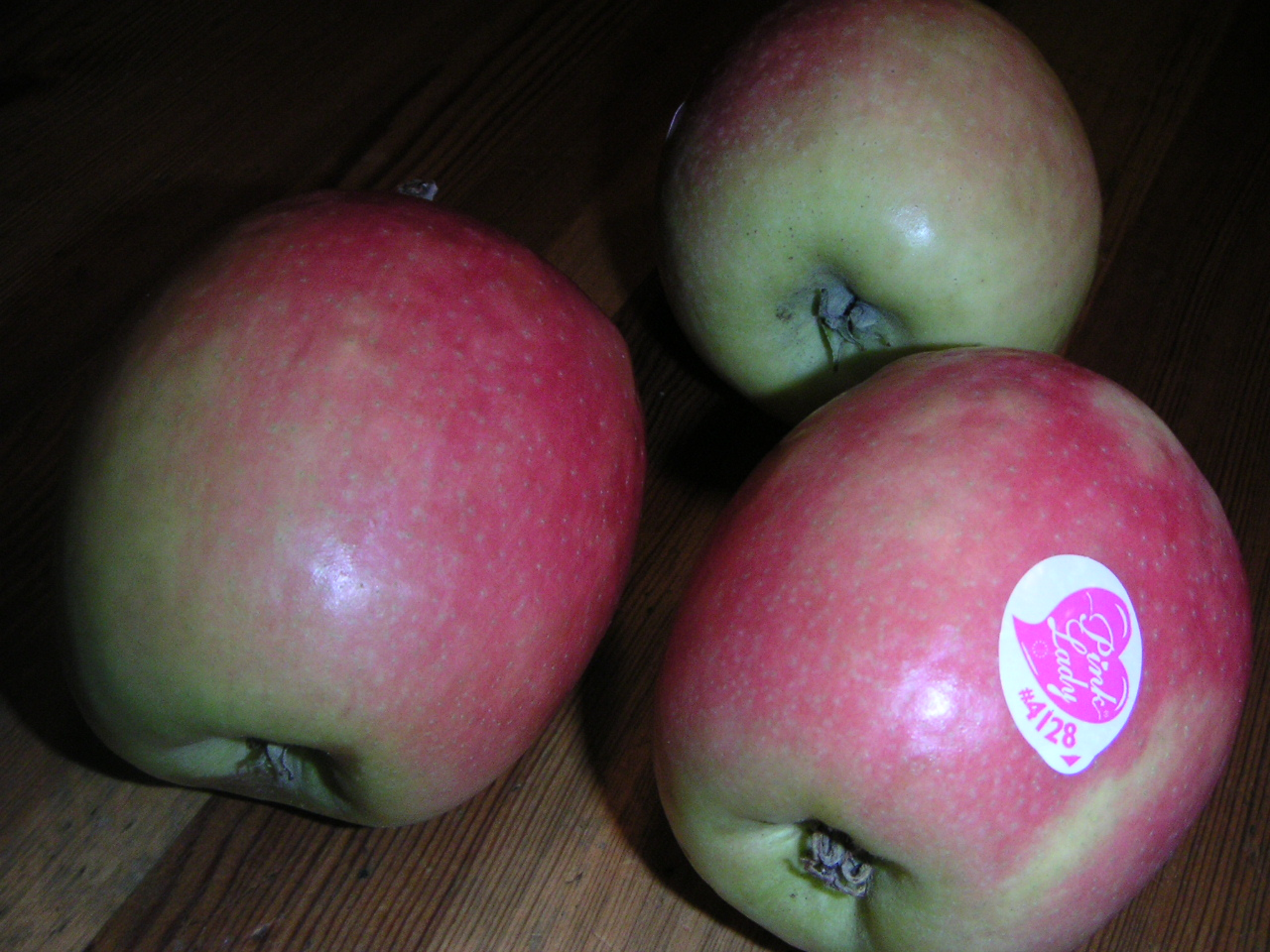
'Cripps Pink' säljs under varumärksnamnet Pink Lady.

- Peasgood Nonsuch
- Pederstrup
- Per Brahes bordsäpple
- Persikorött sommaräpple
- P J Bergius
- Prinsessäpple
- Priscilla hypsiomoides

## Q
- Queen
- Quinte

## R
- Rambo
- Ramsta
- Red Delicious
- Renett
- Rescue
- Reverend W. Wilks
- Rhode Island Greening
- Ribston
- Ringstad
- Risäter
- Rosenhäger
- Rossvik
- Royal Gala
- Rubens
- Rubinola
- Rubinstar
- Råby Rubin
- Röd astrakan
- Rödluvan
- Röd Höstkalvill
- Röd sommarkalvill
- Rött ananasäpple
- Rött järnäpple
- Rött kaneläpple

## S

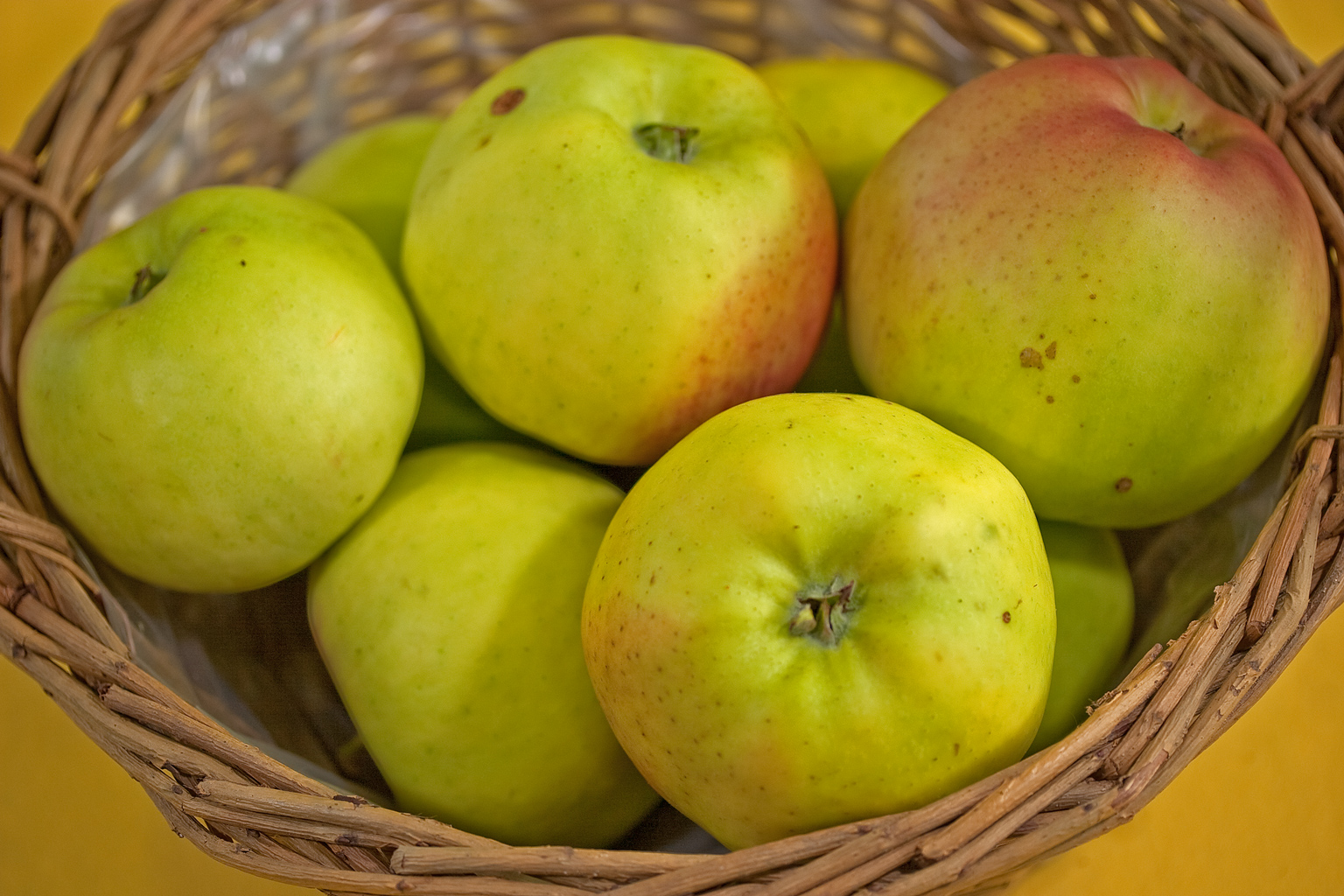
'Signe Tillisch'

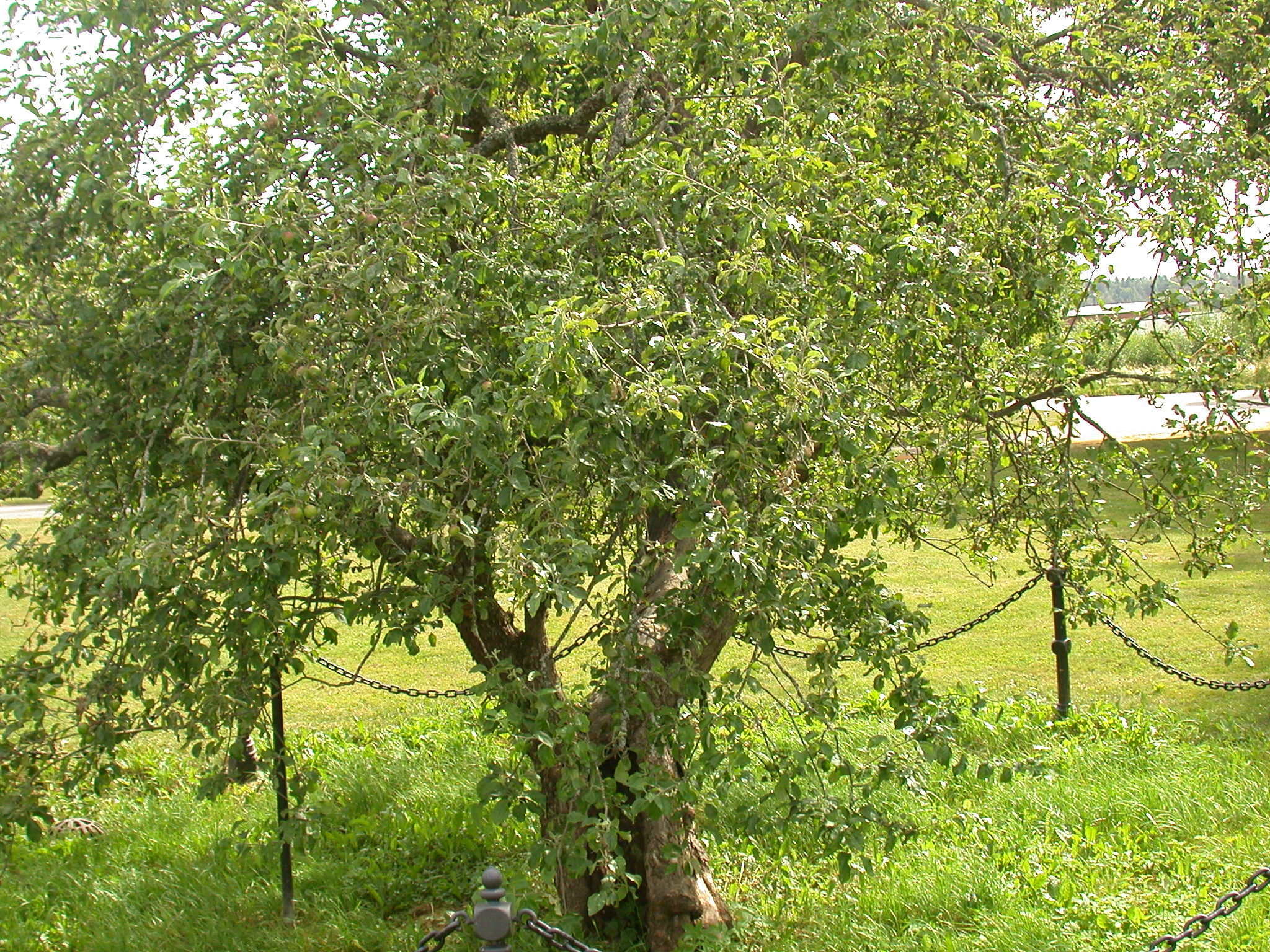
Moderträdet till Sävstaholms äpplesort, Vingåker.

- Safi
- Samo
- Sandow
- Sankta Brita
- Sickelsjö vinäpple
- Signe Tillisch
- Silva
- Sjöholmsäpple
- Skovfoged
- Skälbyäpple
- Sköldinge
- Slava Petersburg
- Snilsäpple
- Snövit
- Sommarkryddäpple
- Stor Klar Astrakan
- Storebergsäpple
- Stortysken
- Strimmig vinterkalvill
- Sparreholm
- Spartan
- Spässerud
- Stenbock
- Stenkyrke
- Moderträdet till Sävstaholms äpplesort, Vingåker.Stinas äpple
- Stäringe
- Stäringe Karin
- Suislepper
- Sukkertop
- Summerred
- Suntan
- Sundsäpple
- Svanetorp
- Sylvia
- Sävstaholm
- Särsö
- Södermanlands Kalvill
- Södermanlandsäpple

## T

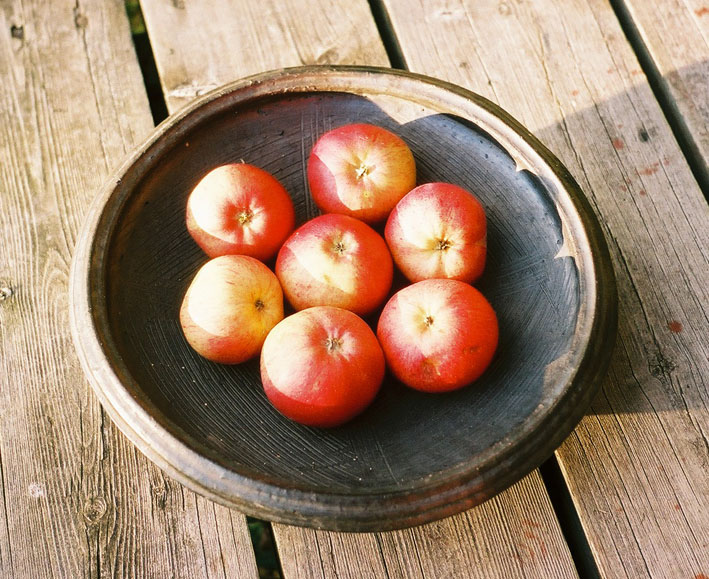
'Tersmeden'

- Tegnéräpple
- Tersmeden
- Tistads vaxgylling
- Topaz
- Tornpipping
- Transparente blanche
- Transparente de Croncels
- Trogsta
- Tunaäpple
- Tönnes

## U
- Ullströmsäpple
- Urshults kungsäpple
- Uveredsäpple

## V
- Vallda
- Veseäpple
- Viksäpple
- Vildapel
- Villands glasäpple
- Vit astrakan
- Vitgylling
- Vrams järnäpple
- Värmlands paradisäpple

## W
- Wagener
- Waltz
- Wealthy
- Wellant
- Wellington Dumelow
- Wickstrands favorit
- William's crump
- Williams Favorit
- Worcester Parmän

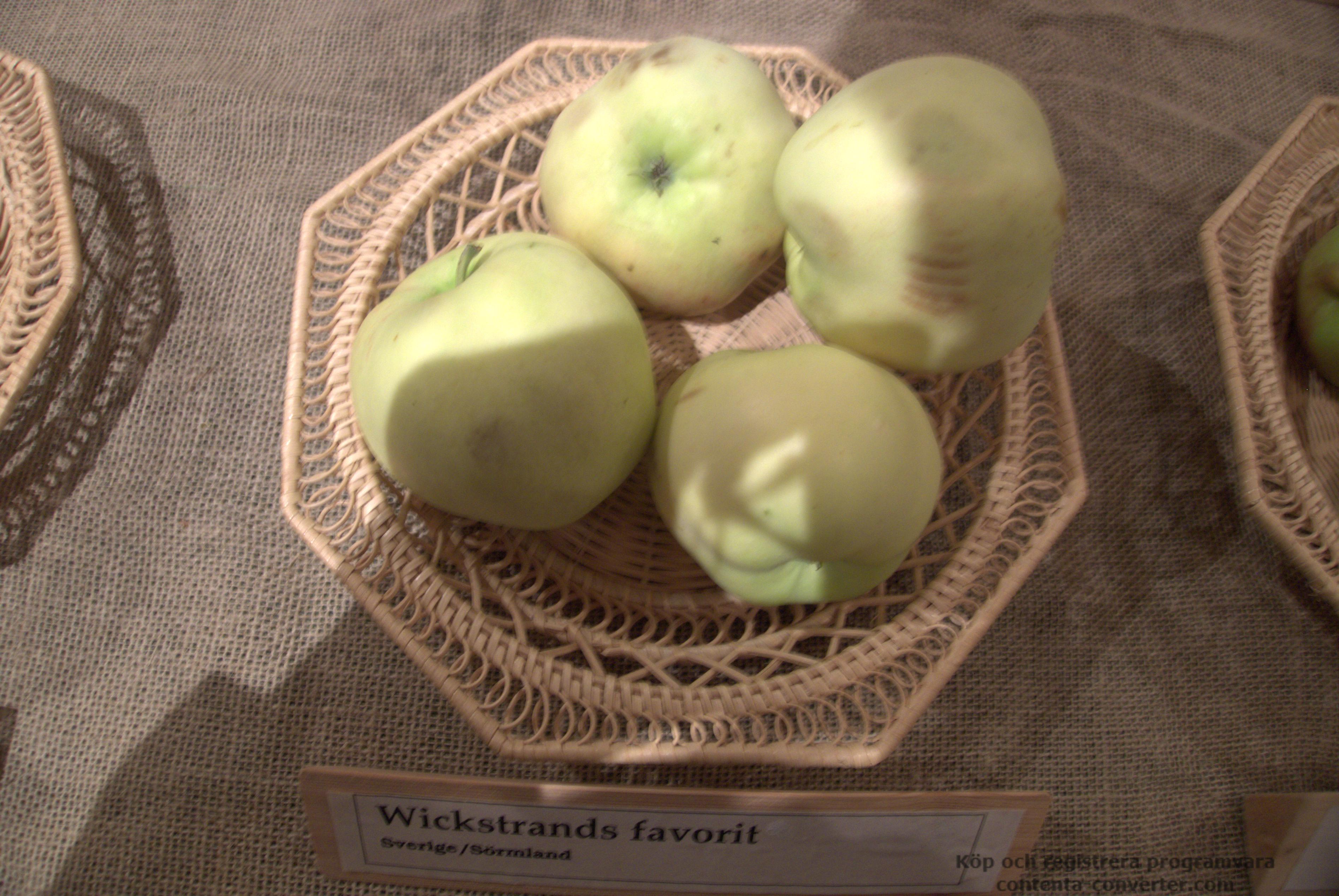
'Wickstrands favorit'

- Wrams järnäpple se Vrams Järnäpple
- Wyken Pipping
- Wöldikes duväpple

## Å
- Åkerö

## Ä
- Äs baron

## Ö

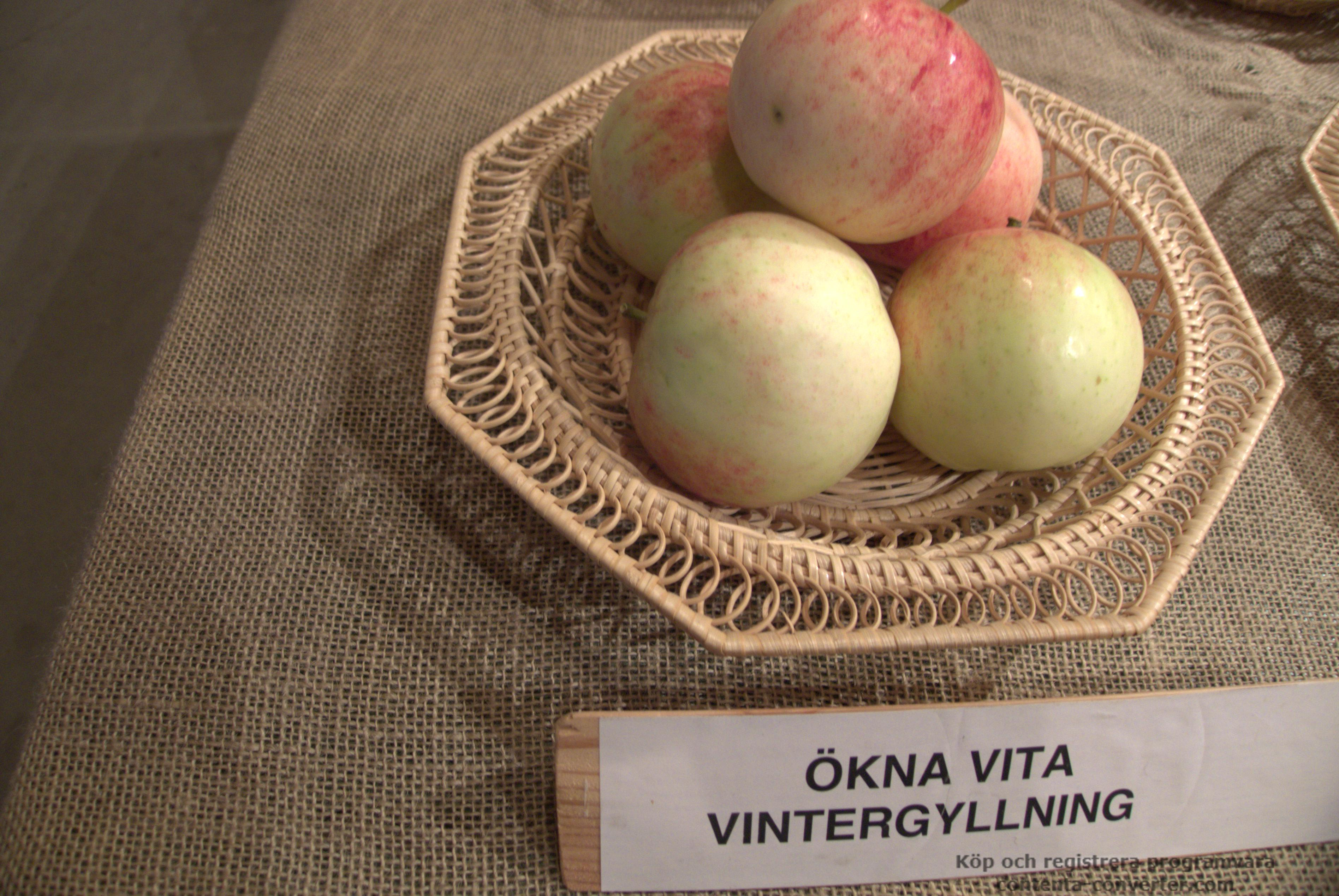
'Ökna vita Vintergylling'

- Ölands kungsäpple
- Ökna Lökäpple
- Ökna vita vintergylling